# Wolodymyriwka (Kropywnyzkyj, Subotzi)
Wolodymyriwka (ukrainisch Володимирівка; russisch Владимировка/Wladimirowka) ist ein Dorf der Landgemeinde Subotzi in der Oblast Kirowohrad in der Ukraine.

Ein Teich am Fluss Beschka

## Geschichte
Mindestens fünf Dorfbewohner starben während des Holodomor.

## Geographie
Der Fluss Beschka fließt durch das Gebiet des Dorfes.
Am 12. Juni 2020 wurde das Dorf ein Teil der neugegründeten Landgemeinde Subotzi, bis dahin bildete es zusammen mit den Dörfern Noworomaniwka (Новороманівка) und Sablyne (Саблине) die gleichnamige Landratsgemeinde Wolodymyriwka (Володимирівська сільська рада/Wolodymyriwska silska rada) im Süden des Rajons Snamjanka.
Am 17. Juli 2020 kam es im Zuge einer großen Rajonsreform zum Anschluss des Rajonsgebietes an den Rajon Kropywnyzkyj.